# Rourea araguaensis
Rourea araguaensis är en tvåhjärtbladig växtart som beskrevs av E. Forero. Rourea araguaensis ingår i släktet Rourea och familjen Connaraceae. Inga underarter finns listade i Catalogue of Life.